# Micrathyria romani
Micrathyria romani is een libellensoort uit de familie van de korenbouten (Libellulidae), onderorde echte libellen (Anisoptera).
De wetenschappelijke naam Micrathyria romani is voor het eerst geldig gepubliceerd in 1918 door Sjöstedt.